# Franc Jožef Mikolič
Franc Jožef Mikolič (* 17. März 1739 in Laibach, heute Ljubljana; † 4. Dezember 1793 in Laibach) war römisch-katholischer Weihbischof in Laibach im Herzogtum Krain im heutigen Slowenien.

## Leben
Mikolič empfing am 16. Mai 1761 die Diakonen- und am 10. April des darauffolgenden Jahres die Priesterweihe.
Am 14. Dezember wurde er zum Weihbischof in Laibach und Titularbischof von Gratianopolis ernannt. Die Bischofsweihe spendete ihm am 8. Oktober desselben Jahres Fürstbischof von Laibach und Bischof von Zips, Michael Léopold Brigido von Marenfels und Bresoviz. Mikolič blieb bis zu seinem Tod am 4. Dezember 1793 als Weihbischof im Amt.